# 38e législature de la Colombie-Britannique

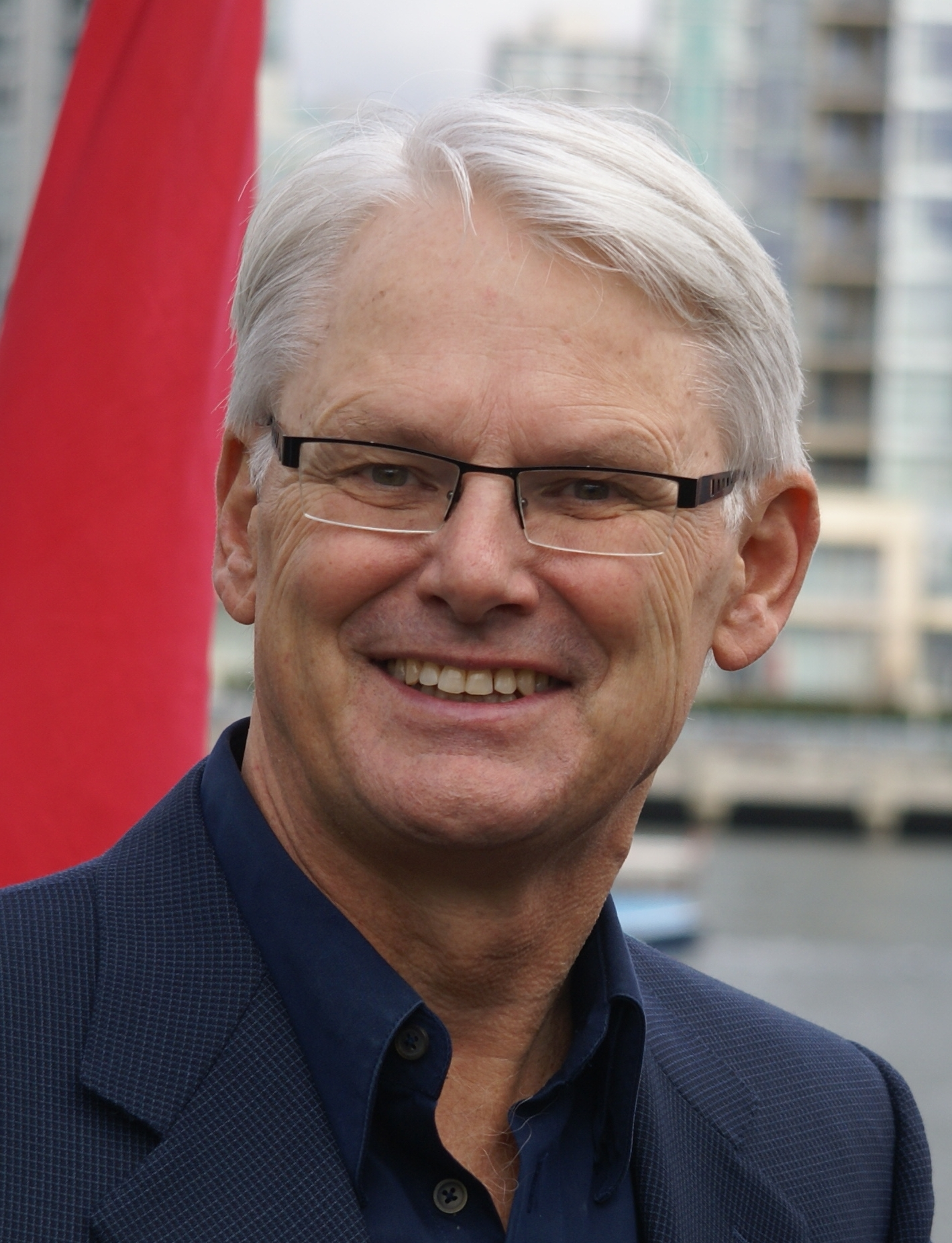
Gordon Campbell, premier ministre (2001-2011).

La 38e législature de la Colombie-Britannique a siégé de 2005 à 2009. Ses membres sont élus lors de l'élection générale de 2005. Le Parti libéral de la Colombie-Britannique de Gordon Campbell forme un gouvernement majoritaire.
Bill Barisoff est président de l'Assemblée législative drurant toute la durée de la législature.

## Membre de la 38elégislature
| Député | Député                  | Circonscription               | Parti         |
| ------ | ----------------------- | ----------------------------- | ------------- |
|        | John van Dongen         | Abbotsford-Clayburn           | Libéral       |
|        | Mike de Jong            | Abbotsford-Mount Lehman       | Libéral       |
|        | Scott Fraser            | Alberni-Qualicum              | Néo-démocrate |
|        | Dennis MacKay           | Bulkley Valley-Stikine        | Libéral       |
|        | Richard Lee             | Burnaby North                 | Libéral       |
|        | Raj Chouhan             | Burnaby-Edmonds               | Néo-démocrate |
|        | John Nuraney            | Burnaby-Willingdon            | Libéral       |
|        | Harry Bloy              | Burquitlam                    | Libéral       |
|        | Bob Simpson             | Cariboo North                 | Néo-démocrate |
|        | Charlie Wyse            | Cariboo South                 | Néo-démocrate |
|        | Barry Penner            | Chilliwack-Kent               | Libéral       |
|        | John Les                | Chilliwack-Sumas              | Libéral       |
|        | Norm Macdonald          | Columbia River-Revelstoke     | Néo-démocrate |
|        | Diane Thorne            | Coquitlam-Maillardville       | Néo-démocrate |
|        | Doug Routley            | Cowichan-Ladysmith            | Néo-démocrate |
|        | Guy Gentner             | Delta North                   | Néo-démocrate |
|        | Val Roddick             | Delta South                   | Libéral       |
|        | Bill Bennett            | East Kootenay                 | Libéral       |
|        | Maurine Karagianis      | Esquimalt-Metchosin           | Néo-démocrate |
|        | Rich Coleman            | Fort Langley-Aldergrove       | Libéral       |
|        | Claude Richmond         | Kamloops                      | Libéral       |
|        | Kevin Krueger           | Kamloops-North Thompson       | Libéral       |
|        | Al Horning              | Kelowna-Lake Country          | Libéral       |
|        | Sindi Hawkins           | Kelowna-Mission               | Libéral       |
|        | Mary Polak              | Langley                       | Libéral       |
|        | John Horgan             | Malahat-Juan de Fuca          | Néo-démocrate |
|        | Randy Hawes             | Maple Ridge-Mission           | Libéral       |
|        | Michael Sather          | Maple Ridge-Pitt Meadows      | Néo-démocrate |
|        | Leonard Krog            | Nanaimo                       | Néo-démocrate |
|        | Ron Cantelon            | Nanaimo-Parksville            | Libéral       |
|        | Corky Evans             | Nelson-Creston                | Néo-démocrate |
|        | Chuck Puchmayr          | New Westminster               | Néo-démocrate |
|        | Gary Coons              | North Coast                   | Néo-démocrate |
|        | Claire Trevena          | North Island                  | Néo-démocrate |
|        | Katherine Whittred      | North Vancouver-Lonsdale      | Libéral       |
|        | Daniel Jarvis           | North Vancouver-Seymour       | Libéral       |
|        | Ida Chong               | Oak Bay-Gordon Head           | Libéral       |
|        | Tom Christensen         | Okanagan-Vernon               | Libéral       |
|        | Rick Thorpe             | Okanagan-Westside             | Libéral       |
|        | Blair Lekstrom          | Peace River South             | Libéral       |
|        | Bill Barisoff           | Penticton-Okanagan Valley     | Libéral       |
|        | Mike Farnworth          | Port Coquitlam-Burke Mountain | Néo-démocrate |
|        | Iain Black              | Port Moody-Westwood           | Libéral       |
|        | Nicholas Simons         | Powell River-Sunshine Coast   | Néo-démocrate |
|        | Pat Bell                | Prince George North           | Libéral       |
|        | Shirley Bond            | Prince George-Mount Robson    | Libéral       |
|        | John Rustad             | Prince George-Omineca         | Libéral       |
|        | Olga Ilich              | Richmond Centre               | Libéral       |
|        | Linda Reid              | Richmond East                 | Libéral       |
|        | John Yap                | Richmond-Steveston            | Libéral       |
|        | Murray Coell            | Saanich North and the Islands | Libéral       |
|        | David Cubberley         | Saanich South                 | Néo-démocrate |
|        | George Abbott           | Shuswap                       | Libéral       |
|        | Robin Austin            | Skeena                        | Néo-démocrate |
|        | Kevin Falcon            | Surrey-Cloverdale             | Libéral       |
|        | Sue Hammell             | Surrey-Green Timbers          | Néo-démocrate |
|        | Harry Bains             | Surrey-Newton                 | Néo-démocrate |
|        | Jagrup Brar             | Surrey-Panorama Ridge         | Néo-démocrate |
|        | Dave Hayer              | Surrey-Tynehead               | Libéral       |
|        | Bruce Ralston           | Surrey-Whalley                | Néo-démocrate |
|        | Gordon Hogg             | Surrey-White Rock             | Libéral       |
|        | Spencer Chandra Herbert | Vancouver-Burrard             | Néo-démocrate |
|        | Jenn McGinn             | Vancouver-Fairview            | Néo-démocrate |
|        | Wally Oppal             | Vancouver-Fraserview          | Libéral       |
|        | Shane Simpson           | Vancouver-Hastings            | Néo-démocrate |
|        | David Chudnovsky        | Vancouver-Kensington          | Néo-démocrate |
|        | Adrian Dix              | Vancouver-Kingsway            | Néo-démocrate |
|        | Jenny Kwan              | Vancouver-Mount Pleasant      | Néo-démocrate |
|        | Gordon Campbell         | Vancouver-Point Grey          | Libéral       |
|        | Colin Hansen            | Vancouver-Quilchena           | Libéral       |
|        | Carole James            | Victoria-Beacon Hill          | Néo-démocrate |
|        | Rob Fleming             | Victoria-Hillside             | Néo-démocrate |
|        | Katrine Conroy          | West Kootenay-Boundary        | Néo-démocrate |
|        | Ralph Sultan            | West Vancouver-Capilano       | Libéral       |
|        | Joan McIntyre           | West Vancouver-Garibaldi      | Libéral       |
|        | Harry Lali              | Yale-Lillooet                 | Néo-démocrate |

## Répartition des sièges
| **** | **** | **** | **** | **** | **** | **** | **** | **** | **** | * | **** | **** | **** | **** | **** | **** | **** | **** | **** | **** |      |
| **** | **** | **** | **** | **** | **** | **** | **** | **** | **** | * | **** | **** | **** | **** | **** | **** | **** | **** | **** | **** | **** |
| **** |      |      |      |      |      |      |      |      |      |   |      |      |      |      |      |      |      |      |      |      |      |
| **** |      |      |      |      |      |      |      |      |      |   |      |      |      |      |      |      |      |      |      |      |      |
| **** |      |      |      |      |      |      |      |      |      |   |      |      |      |      |      |      |      |      |      |      |      |
| **** | **** | **** | **** | **** | **** | **** | **** | **** | **** | * | **** | **** | **** | **** | **** | **** | **** | **** | **** | **** |      |
| **** | **** | **** | **** | **** | **** | **** | **** | **** | **** | * | **** | **** | **** | **** | **** | **** | **** | **** | **** | **** |      |

| Parti    | Parti         | Député(s) |
| -------- | ------------- | --------- |
|          | Libéral       | 45        |
|          | Néo-démocrate | 34        |
| Total    | Total         | 79        |
| Majorité | Majorité      | 11        |

## Démission(s)
- Comox Valley: décès de Stan Hagen le 20 janvier 2009.
- Peace River North: nomination de Richard Neufeld au Sénat du Canada en décembre 2008.
- Vancouver-Langara: démission de Carole Taylor en décembre 2008 pour accepter un poste de conseillère au ministères fédéral des Finances.